# Renklod Shcherbinsky
Renklod Shcherbinsky en ruso: Ренклод Щербинский, es una variedad cultivar de ciruelo (Prunus domestica), de las denominadas ciruelas europeas,
una variedad de ciruelaobtenida en la "Academia Estatal de Agricultura de Nizhni Nóvgorod". Las frutas tienen un tamaño mediano a grande, forma achatados ovobados, color del fruto es azul oscuro, con una densa capa de pruina azulada, y pulpa de color amarillento, jugosa, agridulce, con buen sabor.

## Sinonimia
- "Ренклод Щербинский",
- "Reina Claudia Shcherbinsky",
- "Слива Ренклод Щербинский",
- "Sliva Renklod Shcherbinsky",
- "Renklod Scherbinskii",
- "Renclode Shcherbinsky".[4][5]

## Historia
'Renklod Shcherbinsky' es una variedad de ciruela creada por el obtentor Ts. P. Eliseev en la "Academia Estatal de Agricultura de Nizhni Nóvgorod". Plántula híbrida, obtenida por hibridación de plántulas seleccionadas de 'Renklod Kolhoznyi n.º XVII-3' como "Parental Madre" x el polen de 'Renklod Kolhoznyi n.º XVIII-1' como "Parental Padre". Ciruela considerada incluida en el grupo de las "Reinas Claudias".
'Renklod Shcherbinsky' se encuentra en fase de evaluación de variedades desde 1995.

## Características
'Renklod Shcherbinsky' es un árbol de vigor medio, con copa redondeada y extendida, de densidad y follaje medios. La variedad es autofértil y fructifica anualmente, independientemente de las condiciones climáticas durante la floración. El rendimiento promedio en 4 años de fructificación es de 20 kg por árbol o 250 c/ha, y el máximo es de 24,8 kg o 310 c/ha.
'Renklod Shcherbinsky' tiene frutos de tamaño mediano a grande, tienen un peso promedio de 38,7 gr y un máximo de 42 gr, son achatados ovobados, el color del fruto es azul oscuro, con una densa capa de pruina azulada; la sutura ventral es pequeña, apenas perceptible; pedúnculo es de longitud y grosor medianos; la pulpa es de color amarillento, jugosa, agridulce, con buen sabor.
Hueso es semi adherente.
El fruto madura en la tercera decena de agosto y primera de septiembre, presentan una apariencia atractiva. Fácil de transportar.

## Usos
Sus frutos tienen un sabor dulce, aptos para consumo en fresco y para la elaboración de compotas.